# Lasiodiplodia theobromae
Lasiodiplodia theobromae är en svampart som först beskrevs av Narcisse Theophile Patouillard, och fick sitt nu gällande namn av Griffon & Maubl. 1909. Lasiodiplodia theobromae ingår i släktet Lasiodiplodia och familjen Botryosphaeriaceae.   Inga underarter finns listade i Catalogue of Life.